# خيال وثائقي

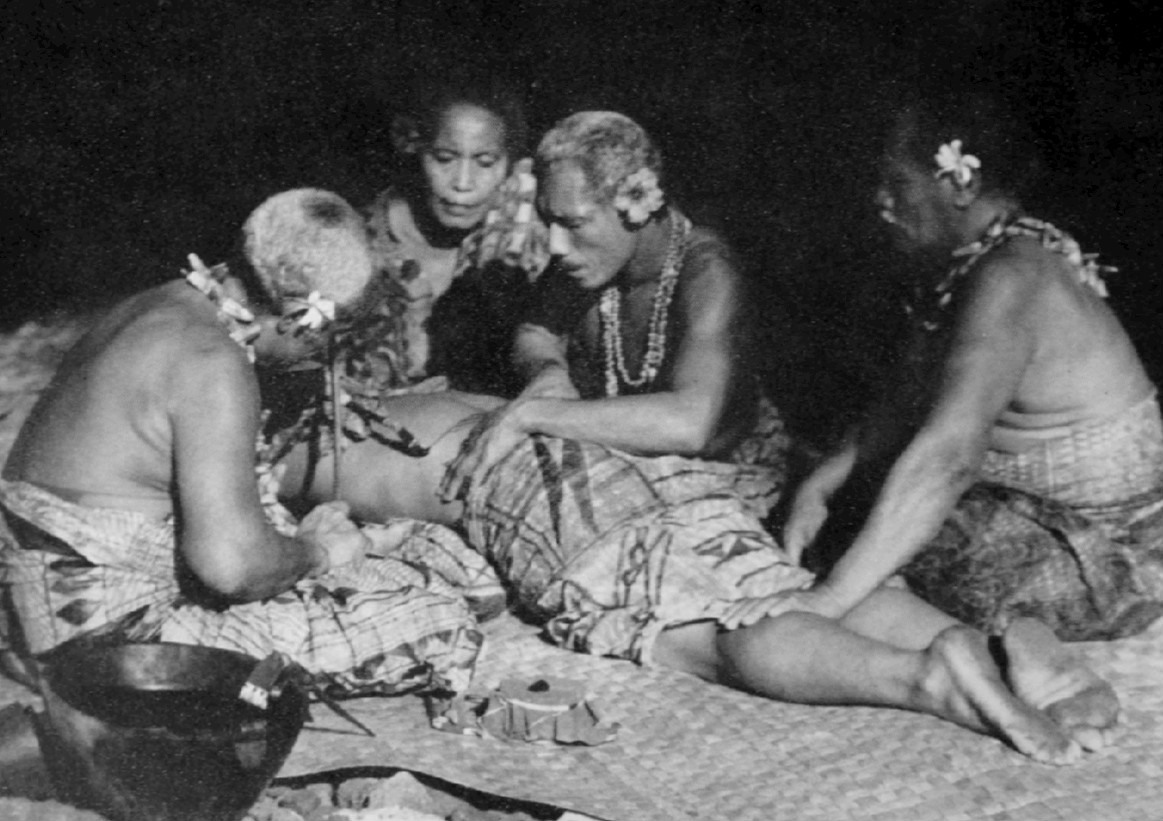

الخيال الوثائقي أو (الدوكيوفيكشن)، غالبًا ما يُخلَط بينه وبين الدراما الوثائقية، هو مزيج سينمائي من الأفلام الوثائقية والخيالية، وغالبًا ما يعني هذا المصطلح الفيلم السردي. تحاول أنواع هذا الفيلم تصوير الواقع مثلما هو (مثل السينما المباشرة أو السينما الواقعية) والذي يقدم في نفس الوقت عناصر غير واقعية أو مواقف خيالية في السرد من أجل تعزيز تمثيل الواقع باستخدام نوع من التعبير الفني.
بتعبير أدق، هو فيلم وثائقي ممزوج بعناصر خيالية، يُصوَّر في الوقت الحقيقي عند وقوع الأحداث، ويمثل فيه الشخصية أو الشخصيات الرئيسية من قبل ممثلين غير محترفين أو هواة غالبًا، أو نسخ متخيَّلة قليلاً عن أنفسهم، في سيناريو خيالي. يمكن أيضًا أن يتداخل الخيال الوثائقي إلى حد ما مع بعض جوانب الأفلام الوثائقية الهزلية، لكن المصطلحات ليست مترادفة.
تبنى هذا النوع من الأفلام عدد من صانعي الأفلام التجريبين.
ظهر الخيال الوثائقي المستحدث في بداية القرن الحادي والعشرين. يُستَخدم الآن بشكل شائع في عدة لغات ومقبول على نطاق واسع بسبب تصنيفه من قبل المهرجانات السينمائية الدولية.

## الأصل
يُقصَد بالمصطلح طريقة صنع الأفلام التي ألّفها مؤلفون مثل روبرت فلاهيرتي، أحد آباء الفيلم الوثائقي، وجان روش، في أواخر القرن العشرين.
نظرًا لكونه يتضمن الخيال والتوثيق، يعد الخيال الوثائقي نوعًا هجينًا، يثير مشكلات أخلاقية فيما يتعلق بالحقيقة، إذ يمكن التلاعب بالواقع والخلط بينه وبين الخيال (انظر الأخلاق في الإبداع الواقعي).
في مجال الأنثروبولوجيا المرئية، يدفعنا الدور الابتكاري الذي تميز به جان روش لنعتبره أبًا لنوع فرعي يسمى الإثنوفيتش. هذا المصطلح يعني: فيلم وثائقي في وصف الأعراق البشرية (أو إثنوغرافي) مع السكان الأصليين الذين يلعبون أدوارًا خيالية. سيساعد تمثيلهم لأدوار عن أنفسهم في تصوير الواقع وتعزيزه بالصور. يستخدم الفيلم الوثائقي غير الإثنوغرافي الذي يحتوي على عناصر خيالية نفس الطريقة، وللأسباب نفسها، يمكن أن يسمى خيال وثائقي.

## الدراما الوثائقية والفيلم الوثائقي الهزلي
على النقيض من ذلك، فإن الدراما الوثائقية عادة ما تكون إعادة إنتاج خيالية ومسرحية للأحداث الواقعية على شكل فيلم وثائقي، في وقت لاحق للأحداث «الحقيقية» التي تُصورها. غالبًا ما يُخلَط بين الدراما الوثائقية والخيال الوثائقي عندما تعتبر الدراما قابلة للتبديل مع الخيال (تعني كل من الكلمتين الشيء ذاته). ومع ذلك، تشير «الدراما الوثائقية» تحديدًا إلى الأفلام التليفزيونية أو غيرها من وسائل الإعلام التلفزيونية الترفيهية التي تعرض أحداثًا معينة بشكل درامي مع وجود ممثلين.
الفيلم الوثائقي الهزلي هو أيضًا فيلم أو برنامج تلفزيوني تُقدم فيه أحداث خيالية بشكل وثائقي، وفي بعض الأحيان تُعاد صياغة أحداث واقعية بعد وقوعها أو كتعليق على الأحداث الجارية، عادةً ما تكون ساخرة أو كوميدية أو حتى درامية. في حين أن الأفلام الساخرة عادة ما تكون كوميديا أو دراما مكتوبة بالكامل، وتعتمد فقط على بعض جوانب التنسيق الوثائقي كأداة تأطير، لا تُكتَب عادةً النصوص الوثائقية، وبدلاً من ذلك يوضع المشاركين في سيناريو خيالي أثناء تصوير ردود أفعالهم الحقيقية وحوارهم الارتجالي وتنمية الشخصية.

## أفلام الخيال الوثائقية الأولى حسب البلد
- عام 1926: فيلم موانا في الولايات المتحدة، إخراج روبرت فلاهيرتي.[27][28]
- عام 1930: فيلم ماريا دو مار في البرتغال، إخراج ليتاو دي باروس.[29]
- عام 1932: فيلم لور دي مير في فرنسا، إخراج جان إبستين.[30]
- عام 1948: فيلم لا تيرا تريما في إيطاليا، إخراج لوشينو فيزونشي.
- عام 1952: فيلم أطفال هيروشيما في اليابان، إخراج كانيتو شيندو.
- عام 1963: فيلم بور لا سيت دو موند في كندا (عن الحيتان والقمر والرجال)، إخراج بيير بيرولت وميشيل براولت.
- عام 1981: فيلم الحال في المغرب، إخراج أحمد المعنوني.
- عام 1988: فيلم مورتو نيغا (رفض الموت) في غينيا بيساو، إخراج فلورا جوميز.
- عام 1990: فيلم لقطة مقربة في إيران، إخراج عباس كياروستامي.
- عام 1991: فيلم قطار الزومبي والشبح في فنلندا، غخراج ميكا كوريسماكي.[31]
- عام 2002: فيلم مدينة الرب في البرازيل، إخراج فرناندو ميريليس وكاتيا لوند.[32]
- عام 2005: فيلم غير صالح للعرض في العراق، إخراج عدي رشيد.[33][34]